# 貝拉·巴納錫
貝拉·巴納錫（1919年12月1日—2003年9月4日），匈牙利裔美國人，著名語言學家及系統科學家。

## 生平
巴納錫出生於匈牙利久洛，在匈牙利皇家路多薇卡學院畢業。後來，他先後從美國聖荷西州立大學及柏克萊加州大學分別獲得心理學碩士學位及教育學博士學位。
60年代至70年代，他分別任教於聖荷西州立大學及柏克萊加州大學。80年代，他為塞布洛克研究生院發展一個系統科學的課程，並且設立了塞布洛克研究生院與研究中心。

## 延伸閱讀
- Bánáthy, Béla H. & IFSR Staff. . IFSR Newsletter (Vienna, AUT: International Federation for Systems Research). 1994, 13 (2; July [no. 33])  [26 March 2017]. （原始内容存档于2016-03-24）.
- Gordon Dyer, "Y3K: Beyond Systems Design as we know it" （页面存档备份，存于）, in: Res-Systemica, Vol. 2, 2002.